# Байдібек (Байдібека район)
Байдібе́к або Байдібек-ата (каз. Бәйдібек) — село у складі району Байдібека Туркестанської області Казахстану. Входить до складу Алмалинського сільського округу.
У радянські часи існувало два населених пункти Китаєвка та Кизилоктябр, які після об'єднання отримали назву першого. Вона збереглась до 1992 року, коли село було перейменоване у сучасну назву.
Населення — 1333 особи (2021; 1638 у 2009, 1282 у 1999, 909 у 1989).